# Freiwillige Feuerwehr Neuwerk (Hamburg)
Die Freiwillige Feuerwehr Neuwerk gehört zur Feuerwehr Hamburg und arbeitet autark als kleine Einheit mit neun Feuerwehrangehörigen. Sie setzt sich aus sieben Männern und zwei Frauen zusammen, die auf der zum Hamburger Stadtteil Neuwerk gehörenden Insel Neuwerk mit ihren 36 Einwohnern ihren Dienst tun. Eine Besonderheit der Freiwilligen Feuerwehr Neuwerk ist die breite Ausrüstungspalette und große Anzahl von Fahrzeugen im Verhältnis zur Mannschaftsstärke.

## Ausbildung
Anders als sonst in Deutschland üblich findet auf Neuwerk keine regelmäßige Übung oder Ausbildung statt. Stattdessen werden die Feuerwehrleute einmal pro Jahr durch anreisende Kräfte der Feuerwehrakademie Hamburg geschult und geprüft. Die Atemschutzleistungsprüfung wird von den zwei Atemschutzgeräteträgern bei der Berufsfeuerwehr in Cuxhaven abgenommen. Ihre Ausbildung ist auf den Dienst auf der Insel abgestimmt, weshalb sie auf andere Einsatzorte nicht übertragbar ist.
Neben der feuerwehrtechnischen Ausbildung haben alle Feuerwehrangehörigen auf Neuwerk eine sanitätsdienstliche Ausbildung sowie einen Lehrgang in Frühdefibrillation absolviert, um als First-Responder-Gruppe zu agieren.

## Einsätze
Die häufigsten Tätigkeiten der Feuerwehr sind First-Responder-Einsätze für die ca. 120.000 Gäste, die Neuwerk jährlich besuchen. Der Transport von Notfallpatienten wird im Regelfall durch die Rettungshubschrauber „Christoph 26“ aus Sanderbusch bei Wilhelmshaven (Flugzeit ca. 17 Minuten), mit dem „Christoph 6“ aus Bremen (Flugzeit ca. 30 Minuten) oder dem „SAR 10“ von Helgoland (Flugzeit ca. 25 Minuten) durchgeführt. Bei schlechtem Wetter bzw. Nebel können diese Maschinen allerdings nicht fliegen. Dann müssen die Verunglückten über einen längeren Zeitraum auf der Insel versorgt werden, bis entweder der Seenotrettungskreuzer der Deutschen Gesellschaft zur Rettung Schiffbrüchiger (DGzRS) oder der Deutschen Lebens-Rettungs-Gesellschaft (DLRG), beide aus Cuxhaven, den Patienten übernehmen kann.
Die Versorgung durch die Luftrettung ist durch Staatsverträge zwischen Hamburg und den Bundesländern Bremen, Niedersachsen und Schleswig-Holstein geregelt. Allerdings kam es in der Vergangenheit in der Praxis zu folgenreichen Pannen. Der schwere Unfall einer Saisonkraft mit multiplen Frakturen am 5. September 2004 löste beispielsweise auf der Grundlage einer Großen Anfrage in der für Neuwerk zuständigen Bezirksversammlung Hamburg-Mitte eine umfangreiche politische Debatte über die Situation des Rettungswesens auf der Insel aus: Der angeforderte Rettungsflug wurde trotz guter Wetterbedingungen und 5 Seemeilen klarer Sicht nicht durchgeführt, und aufgrund der einsetzenden Ebbe konnte der Seenotrettungskreuzer nicht bis zur Insel vordringen. Die Mitglieder der Freiwilligen Feuerwehr Neuwerk flößten dem Verunfallten behelfsweise und in Ermangelung der Verfügbarkeit von Betäubungsmitteln eine erhebliche Menge Rum ein und ein Beiboot brachte die Person zeitaufwändig zum Schiff der DLRG. Erst nach drei Stunden traf der Verletzte im Krankenhaus in Cuxhaven ein und war inzwischen in ein Koma gefallen, aus dem er nicht wieder erwachte. Die Umstände, weswegen kein Rettungshubschrauber Neuwerk anflog, blieben ungeklärt und wurden offiziell mit Angabe „ungünstige Wetterverhältnisse“ begründet.
Hin und wieder kommt es auch zu klassischen Brandbekämpfungseinsätzen auf der Insel.

## Alarmierung
Die Alarmierung erfolgt durch die Feuerwehreinsatzzentrale Cuxhaven. Da es auf Neuwerk keine Sirene gibt und noch nicht alle Kameraden mit einem Funkmeldeempfänger (FME) ausgestattet sind, ruft die Leitstelle ein Hotel auf der Insel an, das vom Leiter der Feuerwehr geführt wird. Dieser alarmiert mittels Telefonanruf die Feuerwehrangehörigen, die dann zur Einsatzstelle eilen. Zwei Kameraden rücken mit dem Einsatzfahrzeug nach. Die Erstversorger werden inzwischen über FME alarmiert.
Da bei einem größeren Brand, wie er sich zuletzt 1996 ereignet hat, die neun Feuerwehrleute nicht ausreichen, werden die übrigen Inselbewohner und auch Urlaubsgäste zur Unterstützung herangezogen.

## Technik

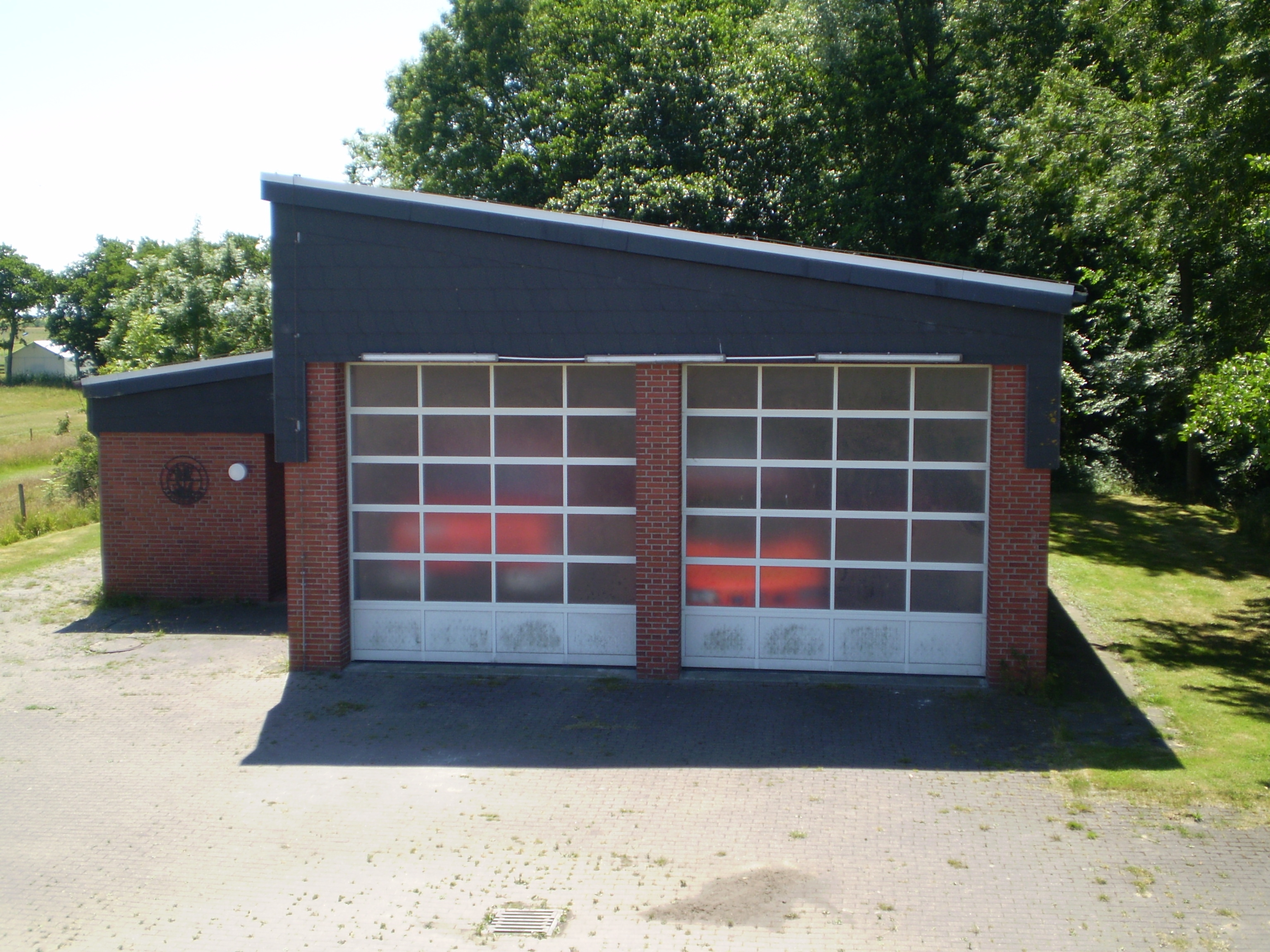
Feuerwehrhaus der Feuerwehr Neuwerk (2008)

### Rüstlöschfahrzeug
Das Universalfahrzeug der Feuerwehr Neuwerk ist ein ehemaliger Rüstwagen 1 auf einem Unimog U 1300 L der Feuerwehr Hamburg, welcher in eine Rüst-Löschfahrzeug-Kombination umgebaut wurde. Zu seiner Beladung gehören neben den üblichen Geräten zur Brandbekämpfung auch Schneidbrenner, Hebekissen, Feuerlöscher und Kübelspritze, Lichtmast, Stromerzeuger, zwei vierteilige Steckleitern, Sägeausrüstung und eine Seilwinde. Eine weitere Besonderheit ist der auf dem Dach befindliche Radarreflektor zur Erkennung bei Einsätzen im Nebel oder im Wattenmeer zwischen Cuxhaven und Neuwerk. Zur Inspektion fährt dieses Fahrzeug regelmäßig durch das Wattenmeer nach Sahlenburg und von dort weiter nach Hamburg; es kann hierbei auch die anderen Fahrzeuge auf einem Anhänger transportieren. Es ist nicht mit dem in Österreich genormten Rüstlöschfahrzeug zu verwechseln.

### Rettungswagen
Für rettungsdienstliche Einsätze verfügen die Neuwerker als einzige Freiwillige Feuerwehr (FF) in Hamburg über einen Rettungswagen. Dieser verfügt über die Normausstattung und wird regelmäßig durch neuere Fahrzeuge aus dem Hamburger Einsatzdienst ersetzt.

### Boot
Für Einsätze im Watt/Meer unterhält die FF Neuwerk zudem ein acht Meter langes Mehrzweckboot für Wattengewässer mit 40 cm Tiefgang vom Typ MZB Watt. Angetrieben wird das 2014 beschaffte Spezialboot von einem 315 PS starken Jetantrieb. Zur rettungsdienstlichen Ausstattung gehören eine Rettungsplattform am Heck, eine Rettungsklappe an der Backbordseite und eine klappbare Gangway am Bug, mit der Personen aus dem Watt oder von Molen gerettet werden können. Als Zugfahrzeug des einachsigen Trailers dient das Rüstlöschfahrzeug.

### Tragkraftspritzenanhänger
Um im Ernstfall eine hochleistungsfähige Wasserversorgung aufbauen zu können, ist auf Neuwerk außerdem ein Tragkraftspritzenanhänger stationiert. Dieser ist bisher jedoch nur zu Wasserwehreinsätzen benötigt worden.

## Brandschutz
Neuwerk besitzt für jedes seiner 13 Häuser einen eigenen Unterflurhydranten, der vom Festland gespeist wird. Diese Hydranten können bis zu zehn Bar Wasserdruck liefern. Darüber hinaus existieren zwei Löschwasserbehälter mit jeweils 300.000 Litern Inhalt sowie mehrere Löschwasserteiche.